# Sonnjochgroep

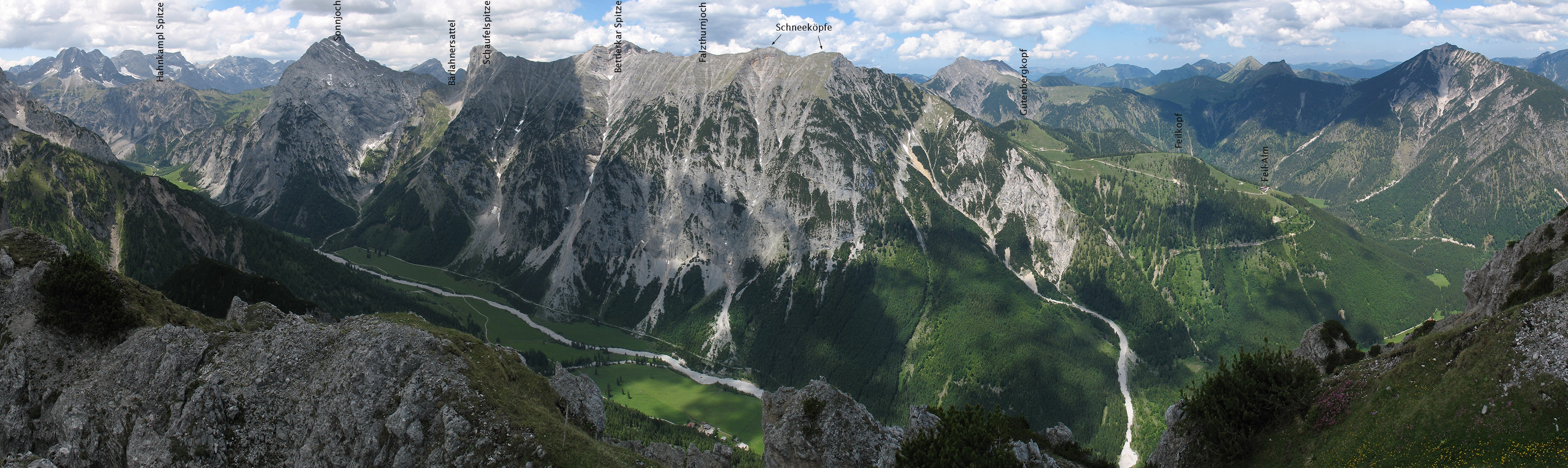
Hoogste toppen van de Sonnjochgroep

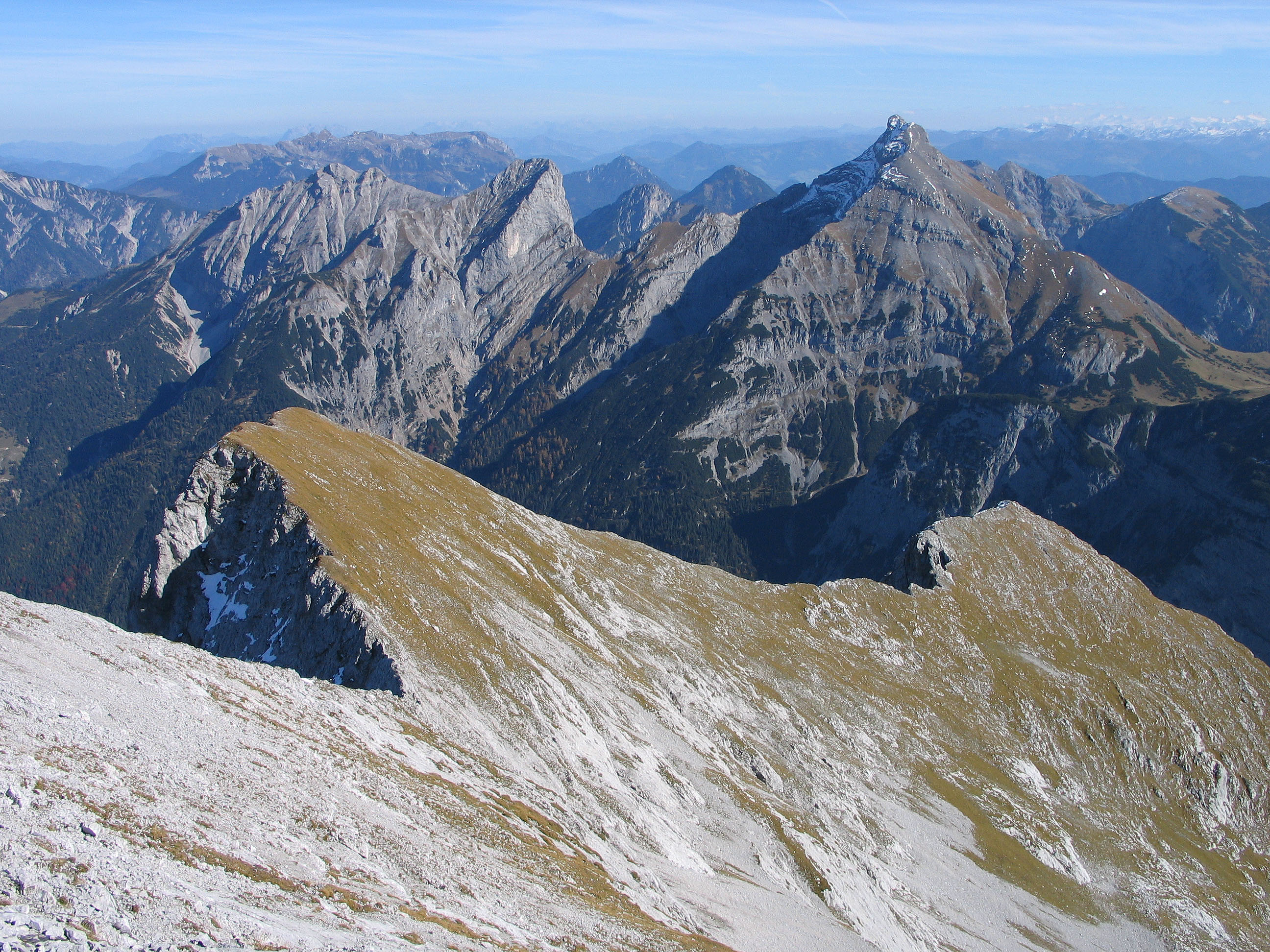
Sonnjochgroep: Bettlerkarspitze, Schaufelspitze, Sonnjoch

De Sonnjochgroep is een bergketen in de Karwendel in de Oostenrijkse deelstaat Tirol gelegen rondom de hoogste top van de bergketen, de Sonnjoch. 
De bergen in de Sonnjochgroep strekken zich over een lengte van zeven kilometer uit vanaf de Lamsenjoch in noordoostelijke richting tot de bij Pertisau gelegen top Feilkopf. De bergketen wordt in het noordwesten begrensd door het Enger Tal en het Gerntal. In het zuidoosten ligt het Falzthurntal.

## Bergtoppen
Van noord naar zuid:
- Feilkopf (1563 meter)
- Falzturnjoch (2150 meter)
- Bettlerkarspitze (2268 meter)
- Schaufelspitze (2306 meter)
- Sonnjoch (2458 meter)
- Hahnkamplspitze (2080 meter)